# Pyongan Nam
P'yŏngan Nam (P'yŏngannam-do, Bình An Nam đạo) là một tỉnh của CHDCND Triều Tiên. Tỉnh được được hình thành năm 1896 từ nửa phía nam của tỉnh P'yŏngan cũ (nửa phía Bắc trở thành tỉnh P'yŏngan Bắc và Chagang ngày nay). Tỉnh lị là P'yŏngsŏng.

## Địa lý
Pyongan Nam giáp với P'yŏngan Bắc và Chagang về phía bắc, Hamgyŏng Nam và Kangwŏn ở phía đông và đông nam, và Hwanghae Bắc và Bình Nhưỡng ở phía nam. Hoàng Hải và Vịnh Triều Tiên nằm ở phía tây.

## Hành chính
P'yŏngan Nam được chia thành:
- 1 thành phố đặc biệt (Tŭkkŭpsi hay Tŭkpyŏlsi, 특별시, 特別市, Đặc biệt thị, đây cũng là cấp bậc cho Bình Nhưỡng, thủ đô đất nước); 5 thành phố (Si); 19 huyện (Kun); và 3 quận (1 Ku và 2 Chigu).

### Thành phố
- Nampho (đặc biệt thị) (남포특급시/南浦特級市; thành lập năm 2004)
- Pyongsong (평성시/平城市; tỉnh lị, thành lập năm 1969)
- Anju (안주시/安州市; thành lập năm 1987)
- Kaechon (개천시/价川市; thành lập năm 1990)
- Sunchon-si (순천시/順川市; thành lập năm 1983)
- Tokchon (덕천시/德川市; thành lập năm 1986)

### Huyện
- Chungsan (증산군/甑山郡)
- Hoechang (회창군/檜倉郡)
- Maengsan (맹산군/孟山郡)
- Mundok (문덕군/文德郡)
- Nyongwon (녕원군/寧遠郡)
- Onchon (온천군/溫泉郡)
- Pukchang (북창군/{北倉郡)
- P'yŏngwŏn (평원군/平原郡)
- Sinyang (신양군/新陽郡)
- Songchon (성천군/成川郡)
- Sukchon (숙천군/肅川郡)
- Taehung (대흥군/大興郡)
- Taedong (대동군/大同郡)
- Unsan (은산군/殷山郡)
- Yangdok (양덕군/陽德郡)

### Quận
- Chongnam (청남구/清南區)
- Tukchang (득장지구/得將地區)
- Ungok (운곡지구/雲谷地區)

Các huyện dưới đây vốn thuộc Pyongan Nam nhưng đã sáp nhập vào Nampho năm 2010, và trở thành một phần của thành phố này:
- Chollima (천리마군/千里馬郡)
- Kangso (강서군/江西郡)
- Ryonggang (룡강군/龍岡郡)
- Taean (대안군/大安郡)

## =Tham khảo
=
- 행정 구역 현황 (Haengjeong Guyeok Hyeonhwang;) Lưu trữ ngày 29 tháng 3 năm 2008 tại Wayback Machine (in Korean only)
- Administrative divisions of North Korea Lưu trữ ngày 18 tháng 10 năm 2004 tại Wayback Machine (in simplified Chinese; used as reference for Hanja)